# Clàssica d'Almeria 2023
La Clàssica d'Almeria 2023 fou la 38a edició de la Clàssica d'Almeria. La cursa es va disputar el 12 de febrer de 2023 i formava part del calendari de l'UCI ProSeries 2023 amb una categoria 1.Pro.
El vencedor final fou l'italià Matteo Moschetti (Q36.5 Pro Cycling Team), que s'imposà a l'esprint a Arnaud De Lie (Lotto Dstny) i Jordi Meeus (Bora-Hansgrohe), segon i tercer respectivament.

## Equips
En aquesta edició hi van prendre part 21 equips, nou de categoria WorldTeams i dotze ProTeams:
| WorldTeams (9)- Arkéa-Samsic - Astana Qazaqstan Team - Bora-Hansgrohe - Cofidis - Intermarché-Circus-Wanty - Movistar Team - UAE Team Emirates - Ineos Grenadiers - Groupama-FDJ ProTeams (12)- Burgos-BH - Caja Rural-Seguros RGA - Eolo-Kometa - Equipo Kern Pharma - Euskaltel-Euskadi - Israel-Premier Tech - Team Flanders-Baloise - TotalEnergies - Uno-X Pro Cycling Team - Lotto Dstny - Q36.5 Pro Cycling Team - Tudor Pro Cycling Team |
| |

## Classificació final
| \| Classificació general \| Classificació general \| Classificació general \| Classificació general \| Classificació general \| \| Corredor \| Corredor \| Equip \| Temps \| \| \| --------------------- \| -------------------------- \| ---------------------- \| --------------------- \| --------------------- \| \| 1r \| Matteo Moschetti \| Q36.5 Pro Cycling Team \| 4h 43' 16" \| \| \| 2n \| Arnaud De Lie \| Lotto Dstny \| + 0" \| \| \| 3r \| Jordi Meeus \| Bora-Hansgrohe \| + 0" \| \| \| 4t \| Alexander Kristoff \| Uno-X Pro Cycling Team \| + 0" \| \| \| 5è \| Giacomo Nizzolo \| Israel-Premier Tech \| + 0" \| \| \| 6è \| Max Walscheid \| Cofidis \| + 0" \| \| \| 7è \| Fernando Gaviria Rendón \| Movistar Team \| + 0" \| \| \| 8è \| Jason Tesson \| TotalEnergies \| + 0" \| \| \| 9è \| Paul Penhoët \| Groupama-FDJ \| + 0" \| \| \| 10è \| Sebastián Molano Benavides \| UAE Team Emirates \| + 0" \| \| |                            |                        |            |
| |                            |                        |            |
| Font: ProCyclingStats |                            |                        |            |
| Classificació general |                            |                        |            |
| Corredor | Corredor                   | Equip                  | Temps      |
| 1r | Matteo Moschetti           | Q36.5 Pro Cycling Team | 4h 43' 16" |
| 2n | Arnaud De Lie              | Lotto Dstny            | + 0"       |
| 3r | Jordi Meeus                | Bora-Hansgrohe         | + 0"       |
| 4t | Alexander Kristoff         | Uno-X Pro Cycling Team | + 0"       |
| 5è | Giacomo Nizzolo            | Israel-Premier Tech    | + 0"       |
| 6è | Max Walscheid              | Cofidis                | + 0"       |
| 7è | Fernando Gaviria Rendón    | Movistar Team          | + 0"       |
| 8è | Jason Tesson               | TotalEnergies          | + 0"       |
| 9è | Paul Penhoët               | Groupama-FDJ           | + 0"       |
| 10è | Sebastián Molano Benavides | UAE Team Emirates      | + 0"       |